# Pelidnota testaceovirens
Pelidnota testaceovirens es una especie de escarabajo del género Pelidnota, familia Scarabaeidae. Fue descrita científicamente por Blanchard en 1850.
Especie nativa de la región neotropical. Habita en Bolivia, Argentina, Brasil y Perú.